# اسحاق بن زوی
یتسحاک بن صبی یا اسحاق بن زوی (יצחק בן צבי؛ ۲۴ نوامبر ۱۸۸۴ – ۲۳ آوریل ۱۹۶۳) دومین رئیس جمهور اسرائیل، تاریخ‌نگار و نویسنده اهل اسرائیل بود که در پولتاوا در امپراتوری روسیه (امروز در اوکراین) متولد شده‌بود.
وی در دبیرستان گالاتاسرای در استانبول درس خواند و سپس از سال ۱۹۱۲ تا ۱۹۱۴ میلادی در دانشگاه استانبول به تحصیل رشتهٔ حقوق پرداخت.